# Anna Bochkoltz
Anna Juliane Bochkoltz ou Bochkoltz-Falconi, née le 11 mars 1815 à Trèves et morte le 24 décembre 1879 à Paris, est une artiste lyrique allemande, soprano, professeure de chant et compositrice. Elle joue son premier concert en 1843, puis fait ses études à Bruxelles et à Paris. Après des concerts à Paris, Londres et Berlin, elle apparaît dans les années 1850, sur les scènes d'opéra de Wiesbaden, Francfort, Munich et  Cobourg. Elle est connue pour l'étendue de sa voix, et a été considérée comme l'une des principales soprano dramatique, colorature de son époque, apparaissant dans le rôle de Donna Anna dans Don Giovanni de Mozart, Fidelio de Beethoven et Norma de Bellini. Plus tard, elle enseigne le chant à Vienne, Strasbourg et Paris.

## Biographie
Née Anna Juliane Bochkoltz à Trèves, elle est la fille de l'avocat Johnann Friedrich Joseph Bochkoltz et de son épouse Barbara, née Sauer. Son surnom était « Nanny ». Elle enseigne le dessin à partir de 1831 à 1833 à l'école privée de sa mère. Elle forme sa voix, d'abord avec Stephan Dunst. Elle a des contacts avec Jenny von Westphalen, la future femme de Karl Marx.
Elle donne son premier concert à Trèves, en 1843. En 1844, elle étudie au Conservatoire de Bruxelles ; en 1845, à Paris. L'année suivante, elle devient soliste de l'Orchestre de la Société des concerts du Conservatoire et professeure de chant. Elle donne des concerts à Paris, Londres, Berlin et Trèves.
Après la Révolution française de 1848, elle passe en Angleterre, puis en Italie. Dans les années 1850, elle apparaît sur les scènes d'opéra du Hessisches Staatstheater de Wiesbaden, de l'Opéra de Francfort, du Nationaltheater de Munich Elle est engagée pendant plusieurs années au Landestheater de Coburg. Elle joue le rôle de Donna Anna dans Don Giovanni, le rôle-titre dans Fidelio, le rôle-titre dans Norma, et d'Agathe dans Der Freischütz..
Elle vit à Vienne à partir de 1856 jusqu'en 1873 et donne des cours de chant. Ses élèves incluent Ottilie Ebner,, Wilhelmine Raab, Ida Benza (hu) (1846-1889) et Hermann Rosenberg (d)  (1849-1911). Elle compose des chansons avec accompagnement de piano. Elle vit et enseigne à partir de 1873 à Strasbourg, et plus tard à Paris, où elle meurt.
Elle est considérée comme l'une des plus importantes soprano dramatiques colorature de son époque, pour l'étendue de sa voix.

## Représentations
Bochkoltz est apparue à La Scala de Milan, le 1er novembre 1851 dans Lo frate 'nnamorato de Pergolesi,. Le 2 avril 1854, elle a joué un rôle dans la création de Santa Chiara, un opéra composé par Ernest II de Saxe-Cobourg et Gotha, à Gotha. Elle est apparue dans Fidelio de Beethoven, à Munich, le 21 octobre 1852. Elle est apparue dans le rôle d'Elisabeth dans Tannhäuser de Wagner quand il a été joué pour la première fois à Coburg, où se déroule l'action, en décembre 1854, aux côtés de Jules Réer dans le rôle-titre.
En janvier 1856, elle chante Le Spectre de la rose de Berlioz dirigée par l'auteur lui-même, à Gotha. Le 2 mai 1858, Mlle Bochkoltz-Falconi vient chanter La Captive de Berlioz, dans un concert organisé par Henry Litolff  au Conservatoire de Paris, où  Berlioz conduit l'orchestre, sous les applaudissements du public,.
En 1863, elle fait une tentative malheureuse de début à l'opéra dans Ernani au Théâtre italien de Paris

## Publications
- Morgenstunden des Sängers oder vollständige Studien für Tonbildung und Kehlfertigkeit. Ihren Schülerinnen gewidmet. C. A. Spina, Wien (1869).